# Головкін Михайло Гаврилович
Михайло Гаврилович Головкін (1699, Москва, Московське царство — 1754, острог Ярмонг на Колимі, Російська імперія) — російський дипломат, граф, син канцлера Г. І. Головкіна, віцеканцлер, кабінет-міністр. Із 1741 року і до самої смерті — на засланні.

## Біографія
Син канцлера Гаврила Головкіна. З 1712 року — на навчанні закордоном. У 1722 році — посол в Берліні. За правління Анни Іванівни — сенатор, керував Монетним двором. Був нагороджений орденом Андрія Первозванного. У 1737 році брав участь у суді над Д. М. Голіциним.
Піком кар'єри Головкіна стало правління Анни Леопольдівни. За її правління він став віцеканцлером і кабінет-міністром. Участі у скиненні Бірона не брав. Ворогував з Мініхом та Остерманом. Вимагав заслати Єлизавету Петрівну в монастир.
У ніч на 25 листопада 1741 року відбувся державний переворот і до влади прийшла Єлизавета Петрівна. У ту ж ніч Головкін був заарештований. Засуджений до смертної кари з конфіскацією майна та позбавлення графського достоїнства. Але імператриця Єлизавета Петрівна замінила страту на довічне заслання. Помер на засланні, похований у Георгіївському монастирі.